# Arcidiocesi di Omaha
L'arcidiocesi di Omaha (in latino Archidioecesis Omahensis) è una sede metropolitana della Chiesa cattolica negli Stati Uniti d'America. Nel 2023 contava 238.731 battezzati su 1.047.607 abitanti. È retta dall'arcivescovo Michael George McGovern.

## Territorio
L'arcidiocesi comprende parte dello Stato americano del Nebraska e precisamente le contee di Boyd, Holt, Merrick, Nance, Boone, Antelope, Knox, Pierce, Madison, Platte, Colfax, Stanton, Wayne, Cedar, Dixon, Dakota, Thurston, Cuming, Dodge, Burt, Washington, Douglas e Sarpy.
Sede arcivescovile è la città di Omaha, dove si trova la cattedrale di Santa Cecilia (Saint Cecilia).
Il territorio si estende su 36.392 km² ed è suddiviso in 122 parrocchie.

### Provincia ecclesiastica
La provincia ecclesiastica di Omaha, istituita nel 1945, comprende due suffraganee:
- la diocesi di Grand Island,
- e la diocesi di Lincoln.

## Storia
Il vicariato apostolico del Nebraska fu eretto il 6 gennaio 1857 con il breve Quae rei sacrae di papa Pio IX, ricavandone il territorio dal vicariato apostolico del Territorio indiano ad oriente delle Montagne Rocciose (oggi arcidiocesi di Kansas City).
Il 3 marzo 1868 cedette una porzione del suo territorio a vantaggio dell'erezione del vicariato apostolico del Montana (oggi diocesi di Helena).
Il 2 ottobre 1885 il vicariato apostolico fu elevato a diocesi e assunse il nome di diocesi di Omaha in forza del breve A Venerabilibus Fratribus di papa Leone XIII.
Il 2 agosto 1887 cedette porzioni del suo territorio a vantaggio dell'erezione delle diocesi di Cheyenne e di Lincoln.
Già suffraganea dell'arcidiocesi di Saint Louis, il 15 giugno 1893 entrò a far parte della provincia ecclesiastica dell'arcidiocesi di Dubuque.
L'8 marzo 1912 e il 13 maggio 1916 cedette altre porzioni di territorio rispettivamente per l'erezione e per l'ampliamento della diocesi di Kearney, oggi diocesi di Grand Island.
Il 4 agosto 1945 la diocesi è stata elevata al rango di arcidiocesi metropolitana con la bolla Universi dominici gregis di papa Pio XII.

## Cronotassi dei vescovi
Si omettono i periodi di sede vacante non superiori ai 2 anni o non storicamente accertati.
- James Michael Myles O'Gorman, O.C.S.O. † (28 gennaio 1859 - 4 luglio 1874 deceduto)
- John Ireland † (12 febbraio 1875 - 28 luglio 1875 nominato vescovo coadiutore di Saint Paul)
- James O'Connor † (30 giugno 1876 - 27 maggio 1890 deceduto)
- Richard Scannell † (30 gennaio 1891 - 8 gennaio 1916 deceduto)
- Jeremiah James Harty † (16 maggio 1916 - 29 ottobre 1927 deceduto)
- Joseph Francis Rummel † (30 marzo 1928 - 9 marzo 1935 nominato arcivescovo di New Orleans)
- James Hugh Ryan † (3 agosto 1935 - 23 novembre 1947 deceduto)
- Gerald Thomas Bergan † (7 febbraio 1948 - 11 giugno 1969 dimesso[2])
- Daniel Eugene Sheehan † (11 giugno 1969 - 4 maggio 1993 ritirato)
- Elden Francis Curtiss (4 maggio 1993 - 3 giugno 2009 ritirato)
- George Joseph Lucas (3 giugno 2009 - 31 marzo 2025 ritirato)
- Michael George McGovern, dal 31 marzo 2025

## Statistiche
L'arcidiocesi nel 2023 su una popolazione di 1.047.607 persone contava 238.731 battezzati, corrispondenti al 22,8% del totale.
| anno | popolazione | popolazione | popolazione | presbiteri | presbiteri | presbiteri | presbiteri                | diaconi | religiosi | religiosi | parrocchie |
| anno | battezzati  | totale      | %           | numero     | secolari   | regolari   | battezzati per presbitero | diaconi | uomini    | donne     | parrocchie |
| ---- | ----------- | ----------- | ----------- | ---------- | ---------- | ---------- | ------------------------- | ------- | --------- | --------- | ---------- |
| 1950 | 125.842     | 543.856     | 23,1        | 314        | 205        | 109        | 400                       |         | 114       | 991       | 162        |
| 1966 | 184.929     | 630.890     | 29,3        | 395        | 226        | 169        | 468                       |         | 223       | 1.295     | 144        |
| 1970 | 192.415     | 630.890     | 30,5        | 400        | 231        | 169        | 481                       |         | 218       | 1.199     | 140        |
| 1976 | 198.372     | 713.284     | 27,8        | 388        | 235        | 153        | 511                       | 28      | 205       | 1.034     | 155        |
| 1980 | 216.779     | 758.125     | 28,6        | 390        | 210        | 180        | 555                       | 63      | 227       | 844       | 154        |
| 1990 | 201.638     | 781.700     | 25,8        | 360        | 209        | 151        | 560                       | 119     | 204       | 530       | 159        |
| 1999 | 214.574     | 822.892     | 26,1        | 349        | 229        | 120        | 614                       | 143     | ?         | 340       | 139        |
| 2000 | 220.179     | 827.608     | 26,6        | 338        | 217        | 121        | 651                       | 157     | 147       | 373       | 157        |
| 2001 | 214.046     | 830.522     | 25,8        | 338        | 223        | 115        | 633                       | 142     | 139       | 306       | 154        |
| 2002 | 219.897     | 853.300     | 25,8        | 330        | 231        | 99         | 666                       | 155     | 122       | 361       | 138        |
| 2003 | 222.938     | 853.300     | 26,1        | 329        | 233        | 96         | 677                       | 163     | 118       | 361       | 138        |
| 2004 | 239.112     | 867.531     | 27,6        | 321        | 221        | 100        | 744                       | 176     | 123       | 337       | 138        |
| 2013 | 238.800     | 930.000     | 25,7        | 268        | 190        | 78         | 891                       | 246     | 99        | 266       | 137        |
| 2016 | 234.254     | 975.301     | 24,0        | 243        | 180        | 63         | 964                       | 239     | 84        | 242       | 125        |
| 2019 | 240.184     | 1.002.959   | 23,9        | 245        | 185        | 60         | 980                       | 239     | 81        | 243       | 124        |
| 2021 | 235.975     | 1.017.223   | 23,2        | 242        | 179        | 63         | 975                       | 223     | 82        | 195       | 123        |
| 2023 | 238.731     | 1.047.607   | 22,8        | 220        | 165        | 55         | 1.085                     | 216     | 69        | 167       | 122        |